# 林大興
林 大興（りん たいこう、1953年2月18日 - ）は、日本在住の武術家、元俳優。別名、琳 大興。
台湾出身。1975年当時は、文化学院文学部3年生であった。

## 人物
両親の仕事の関係で小学生時代に来日。特技の中国武術を生かすため、東映演技研修所に入る。
1974年、映画『女必殺拳 危機一発』で志穂美悦子と敵対する殺し屋三兄弟の三男役でデビュー。
1975年、テレビドラマ『影同心』のプロデューサーである杉本直幸の推薦で、ヌンチャクを武器とする情報屋・源太役でレギュラー出演。特技である空手を活かしたアクションで注目される。当時のプロフィールでは「ヌンチャクは子供のころからやっていたので、(当時大人気であった) ブルース・リーは意識していません」と述べている。
1976年には、特撮テレビドラマ『忍者キャプター』に水忍キャプター2 / 四条左近役でレギュラー出演。共演した伴大介によれば、メンバーの中で特に人気があったという。また、同じく共演者の宇津海仙が林のことをよく構っていたとのこと。
その後は、武術家としての活動が主体となり、千葉県野田市において「林家國際武術興道會」の代表として活動している。
2014年9月には、伴大介とともにイベント「スーパーフェスティバル」にゲスト出演した。

## 出演

### 映画
- 女必殺拳 危機一髪（1974年、東映） - 本位田蝶三郎
- 少林寺拳法（1975年、東映） - 馬賊
- ザ・カラテ3 電光石火（1975年、東映） - クレージー・竜
- 空飛ぶ十字剣（1977年、コロムビア映画） ※台湾映画

### テレビドラマ
- 影同心（1975年 - 1976年、MBS） - 源太
- 忍者キャプター（1976年 - 1977年、12ch） - 四条左近 / 水忍キャプター2
- 宇宙の勇者スターウルフ 第20話「純金ロボットGC301」（1978年、YTV） - ゲビダス少尉